# What Next, Corporal Hargrove?
Pour plus de détails, voir Fiche technique et Distribution.
What Next, Corporal Hargrove? est un film américain réalisé par Richard Thorpe, sorti en 1945.

## Synopsis
Peu après le Jour J, les Alliés avancent à travers la Normandie vers Paris. Une unité du 352e bataillon d'artillerie se trouve bloquée car son camion est embourbé. Incapable de rattraper le reste du bataillon, le Caporal Marion Hargrove conduit son unité vers Mardenne, une petite ville qui vient juste d'être libérée. Lorsque les villageois les voient arriver, ils les prennent pour leurs libérateurs. Le maire, M. Ouidoc, fait un accueil chaleureux à Hargrove et lui présente sa fille Jeanne, une jeune et jolie femme. Elle fait visiter la ville au caporal, mais ce dernier, qui veut rester fidèle à sa fiancée, résiste à toute tentation de romance avec Jeanne. Pendant ce temps, le soldat Thomas Mulvehill exploite l'hospitalité des habitants avec de petites escroqueries. Lorsque Hargrove et ses hommes doivent quitter Mardenne, la ville leur fait une grande cérémonie d'adieu. 
Ils vont se retrouver obligés d'y retourner et Mulvehill va être lui-même victime d'une escroquerie qui va emmener Hargrove et Jeanne à Paris à la recherche d'un trésor supposé... 

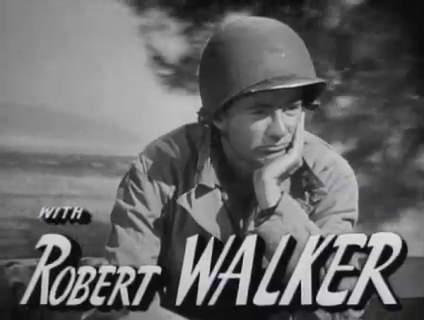
Robert Walker

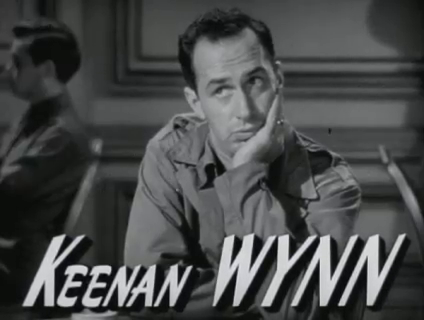
Keenan Wynn

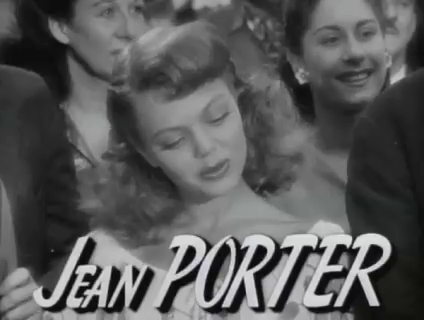
Jean Porter

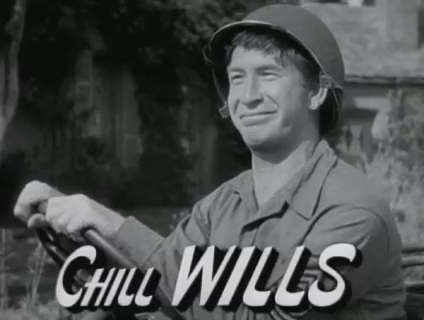
Chill Wills

## Fiche technique
- Titre original : What Next, Corporal Hargrove?
- Réalisation : Richard Thorpe
- Scénario : Harry Kurnitz, d'après des personnages créés par Marion Hargrove
- Direction artistique : Cedric Gibbons, Leonid Vasian
- Décors : Edwin B. Willis
- Costumes : Irene Lentz
- Photographie : Henry Sharp
- Son : Douglas Shearer
- Montage : Albert Akst
- Musique : David Snell
- Production : George Haight
- Société de production : Metro-Goldwyn-Mayer
- Société de distribution : Loew's Inc.
- Pays de production :  États-Unis
- Langue originale : anglais
- Format : noir et blanc — 35 mm — 1,37:1 — son Mono (Western Electric Sound System)
- Genre : Comédie
- Durée : 95 minutes
- Date de sortie :
  - États-Unis : 21 novembre 1945

## Distribution
- Robert Walker : Caporal Marion Hargrove
- Keenan Wynn : Soldat Thomas Mulvehill
- Jean Porter : Jeanne Ouidoc
- Chill Wills : Sergent Cramp
- Hugo Haas : M. Ouidoc, maire de Mardenne
- William "Bill" Phillips : Bill Burk
- Fred Essler : Marcel Vivin
- Cameron Mitchell : Joe Lupot
- Ted Lundigan : Curtis
- Dick Hirbe : Neilson
- Arthur Walsh : Ellerton
- Maurice Marks : Gilly
- Paul Langton : Capitaine Drake
- James Davis : Sergent Hill
- John Carlyle : Lieutenant Morley
- Walter Sande : Major Kingby
- Theodore Newton : Capitaine Parkson
- Robert Kent : Lieutenant Dillon
- Matt Willis : Sergent Staple
- Richard Bailey : Mallowy, l’aumônier

## Autour du film
- Ce film est la suite de See Here, Private Hargrove de Wesley Ruggles, avec Robert Walker, Donna Reed et Keenan Wynn